# Cardamine fargesiana
Cardamine fargesiana är en korsblommig växtart som beskrevs av Al-shehbaz. Cardamine fargesiana ingår i släktet bräsmor, och familjen korsblommiga växter. Inga underarter finns listade i Catalogue of Life.